# Caprimulgus manillensis
El chotacabras filipino (Caprimulgus manillensis) es una especie de ave caprimulgiforme  de la familia Caprimulgidae endémica de Filipinas.